# 쏘우
쏘우(Saw)는 미디어 프랜차이즈의 일환 중 하나이며, 라이언스게이트와 트위스트 픽처스가 만든 공포 영화의 시리즈이다.

## 영화 시리즈
- 쏘우 - 단편 (2003년)
- 쏘우 (영화) (2004년)
- 쏘우 2 (2005년)
- 쏘우 3 (2006년)
- 쏘우 4 (2007년)
- 쏘우 V (2008년)
- 쏘우 : 여섯 번의 기회 (2009년)
- 쏘우 3D (2010년)
- 직쏘 (2017년)
- 스파이럴 (2021년)
- 쏘우 X (2023년)

### 아류작
- 쏘우 : 데스 머신
- 파이널 쏘우, 파이널 쏘우 2

## 같이 보기
- 익스트림 시네마